# Южный Мармарош

Южный Мармарош на карте современной Румынии

Южный Мармарош (укр. Південна Мармарощина; рум. Maramureșul de Sud) — историко-культурная область в составе современной Румынии. Южный Мармарош входит в состав жудеца Мармарош.

## История
Регион получил название от небольшой местной реки, которое восходит либо к удвоенному пра-и.е. *mori «море», либо, по предположению О. Н. Трубачёва, к гораздо более позднему праслав. *mor'e mьrъše «умершее море» (исследователи отмечают существование в Потисье вплоть до недавнего времени района подтопления).
Издревле регион был заселен валахами (потомками даков и римлян).
В XI веке венгры заселяют край, он входит в Венгрию и становится частью комитата Боршова, оставаясь при этом благодаря своему обособленному географическому положению автономным регионом, но постепенно утрачивая свои привилегии и в XIV веке был полностью подчинён Венгерскому королевству.
Позднее Мармарош выделен из комитата Борсова (главный город Борша).
В 1353 году — мармарошский князь Драгош, посланный Людовиком I, основал Молдавское княжество, вассальное Венгрии. 1359 г. — мармарошский князь Богдан I добился независимости для Молдавии и стал её господарем.
В средние века Мармарош был известен богатыми залежами соли (шахты) и впоследствии древесиной.
По решению Трианонского договор 1920 года исторический край Мармарош по реке Тиса был разделён между Чехословакией (60 % территории) и Румынией (40 % территории).
После Второй мировой войны Северный Мармарош (вместе с Подкарпатской Русью) отошла к советской Украине. Современный жудец Мармарош в Румынии включает в себя южную часть исторического Мармароша.

## Туризм
- Одной из местных достопримечательностей является «Весёлое кладбище» в селе Сэпынца.
- Деревянные церкви области Марамуреш включены ЮНЕСКО в число памятников Всемирного наследия.
- Также интерес для туристов представляют замки венгерского феодального рода Другетов.